# Miguel Martínez Domínguez
Miguel Martínez Domínguez (Celaya, Guanajuato, 29 de septiembre de 1921 - Ciudad de México, 6 de diciembre de 2014)  fue un músico, compositor y arreglista mexicano de mariachi, destacado por ser pionero en el uso de trompeta en dicho género.

## Biografía
Desde mediados de la década de los treinta hasta principios de los cuarenta, laboró en la Plaza Garibaldi como músico en condiciones precarias, llegando a hacer suplencias en algunas ocasiones con el mariachi de Concho Andrade que interpretaba sus piezas en el legendario bar Tenampa. Trabajó en el Mariachi Vargas de Tecalitlán desde 1942 hasta aproximadamente 1965, con algunas ausencias. En esta agrupación Martínez definió la función de la trompeta en el mariachi, instrumento que no era usual dentro de dicho género en aquella época. Durante prácticamente toda su estancia en el Mariachi Vargas trabajó como único trompetista. Su forma de interpretar creó un estilo único y pionero que es el modelo más imitado hasta la actualidad. En su paso por el Mariachi México de Pepe Villa, introdujo el dueto de trompetas, de uso obligado para la mayoría de los conjuntos de mariachi de la actualidad.

## Obra

### Libros
- Mi vida, mis viajes, mis vivencias: siete décadas en la música del mariachi, (2012, Conaculta) ISBN: 978-607-455-959-0